# Besodner Péter
Besodner Péter (Nagyszeben, 1578 – 1616. május 20.) evangélikus lelkész és káptalani dékán.

## Élete
Apja városi tanácsos volt. 1600-ban az Odera-Frankfurti egyetemre ment, ahol két évet töltött. Visszatérve hazájába, Szelindeken mostohaapjánál, Bordan Tamásnál, a hitközség lelkésznél élt a tudományoknak szentelt magányban. 1608. december 18-án a nagyszebeni iskola igazgatójának hívták meg. 1612-ben a  riomfalvi (Medgyes-szék) község hívta meg lelkésznek; még abban az évben szeptember 17-én nagyszebeni lelkész lett. 1614-ben amikor a város visszanyerte szabadságát, amelytől Báthory Gábor fejedelem fosztotta meg, Besodner egy évenként megtartandó hálaünnepet vezetett be, amelyet azonban halála után már nem tartottak meg.

## Munkái
- Bibliotheca theologica, hoc est index bibliorum praecipuorum eorundemque interpretum, hebraeorum, graecorum et latinorum, tam veterum, quam recentiorum. Francofurti Marchionum. 1608. (Ismét ugyanott, 1609–10.)
- Exegesis augustanae confessionis 1609 (kézirat)
- Theses IX synodo Mediensi a. 1615. confirmatae, ad detegendos Crypto-Calvinianos (kézirat)